# Victor Vassiliev (biathlon)
Pour les articles homonymes, voir Vassiliev.
Victor Sergueïevitch Vassiliev (en russe : Виктор Сергеевич Васильев) né le 30 mai 1987 à Ijevsk, est un biathlète russe médaillé olympique.

## Carrière
En 2005, pour ses débuts internationaux, il remporte le premier titre de sa carrière en gagnant l'individuel des Championnats du monde jeunesse. Il continue à monter sur les podiums des compétitions juniors jusqu'en 2008, où il est sacré champion du monde junior de relais. En 2009, il est champion d'Europe (pour les moins de 26 ans) de l'individuel, avant de faire ses débuts en Coupe du monde à Pokljuka.
Il intègre de l'équipe première russe pour la Coupe du monde 2009-2010 et inscrit des points régulièrement au cours de l'hiver. Il signe notamment deux treizièmes places, les meilleurs résultats de sa carrière. Il termine la saison à la 40e place du général de la Coupe du monde.
En début de saison 2010-2011, confronté à la concurrence des autres Russes, il est relégué en IBU Cup, le circuit inférieur. Il ne fait alors plus que de très rares apparitions en Coupe du monde. Il remporte le classement général de l'IBU Cup à deux reprises, en 2011 et en 2013, puis disparaît du niveau international.

## Palmarès

### Coupe du monde
- Meilleur classement général : 40e en 2010.
- Meilleur résultat individuel : 13e.

#### Classements en Coupe du monde
| Saison    | Classement général final | Individuel | Sprint | Poursuite | Mass start |
| 2008-2009 | nc                       |            | nc     | nc        |            |
| 2009-2010 | 40e                      | 44e        | 39e    | 47e       | 33e        |
| 2010-2011 | nc                       |            | nc     |           |            |
| 2011-2012 | nc                       | nc         |        |           |            |

### Championnats d'Europe
- Médaille d'or de l'individuel en 2009.
- Médaille d'argent du relais en 2010 et 2011.
- Médaille de bronze du relais en 2009.

### Championnats du monde junior
- Médaille d'or en relais en 2008.
- Médaille de bronze de la poursuite en 2008.

### Championnats du monde jeunesse
- Médaille d'or de l'individuel en 2005.

### Championnats d'Europe junior
- Médaille d'or du relais en 2006, 2007 et 2008.
- Médaille de bronze de l'individuel en 2006.
- Médaille d'argent de l'individuel en 2007.

### Championnats du monde de biathlon d'été
- Médaille d'or du relais mixte en 2008.
- Médaille d'argent du relais mixte en 2009.

### IBU Cup
- Vainqueur du classement général en 2011 et 2013.
- 6 podiums individuels, dont 1 victoire.